# Rainelle
Rainelle és una població dels Estats Units a l'estat de Virgínia de l'Oest. Segons el cens del 2000 tenia 1.545 habitants.

## Demografia
Segons el cens del 2000, Rainelle tenia 1.545 habitants, 696 habitatges, i 421 famílies. La densitat de població era de 542,3 habitants per km².
Dels 696 habitatges en un 23,4% hi vivien nens de menys de 18 anys, en un 43,1% hi vivien parelles casades, en un 13,6% dones solteres, i en un 39,5% no eren unitats familiars. En el 36,5% dels habitatges hi vivien persones soles el 19,1% de les quals corresponia a persones de 65 anys o més que vivien soles. El nombre mitjà de persones vivint en cada habitatge era de 2,14 i el nombre mitjà de persones que vivien en cada família era de 2,78.
Per edats la població es repartia de la següent manera: un 18,4% tenia menys de 18 anys, un 8,4% entre 18 i 24, un 21,8% entre 25 i 44, un 26,7% de 45 a 60 i un 24,7% 65 anys o més.
L'edat mediana era de 46 anys. Per cada 100 dones de 18 o més anys hi havia 77,2 homes.
La renda mediana per habitatge era de 19.491 $ i la renda mediana per família de 26.528 $. Els homes tenien una renda mediana de 22.000 $ mentre que les dones 14.900 $. La renda per capita de la població era de 14.069 $. Entorn del 23,8% de les famílies i el 28,7% de la població estaven per davall del llindar de pobresa.

## Poblacions més properes
El següent diagrama mostra les poblacions més properes.